# Stevensia ekmaniana
Stevensia ekmaniana är en måreväxtart som beskrevs av Ignatz Urban. Stevensia ekmaniana ingår i släktet Stevensia och familjen måreväxter. Inga underarter finns listade i Catalogue of Life.